# Mahua Dabra Haripura
Mahua Dabra Haripura es un pueblo y  nagar Panchayat situado en el distrito de Udham Singh Nagar,  en el estado de Uttarakhand (India). Su población es de 7326 habitantes (2011). 

## Demografía
Según el censo de 2011 la población de Mahua Dabra Haripura era de 7326 habitantes, de los cuales 3828 eran hombres y 3498 eran mujeres. Mahua Dabra Haripura tiene una tasa media de alfabetización del 74,16%, inferior a la media estatal del 78,82%: la alfabetización masculina es del 83,73%, y la alfabetización femenina del 63,67%.